# Roswitha Neu-Kock
Roswitha Neu-Kock (* 1946) ist eine deutsche Kunsthistorikerin.

## Werdegang
Nach einem Studium der Kunstgeschichte, Klassischen Archäologie und Geschichte an der Universität Münster und der FU Berlin wurde Roswitha Neu-Kock 1974 in Münster promoviert. Im Anschluss war sie in Museen, Denkmalpflege und an Universitäten tätig. Als wissenschaftliche Mitarbeiterin des Fördervereins Romanische Kirchen Köln verantwortete sie von 1986 bis 1989 die Herausgabe der Jahrbücher des Vereins. Von 1989 bis 2007 hatte sie die Leitung des Rheinischen Bildarchivs in Köln inne.
2007 wechselte sie in die von der Stadt neu eingerichtete Stelle als Referentin für Provenienzforschung, wo sie sich mit Kunstwerken in Kölner Museen befasste, die möglicherweise aus jüdischem Besitz stammten bzw. in der Zeit des Nationalsozialismus verfolgungsbedingt entzogen worden waren. In dieser Rolle war sie etwa mit den Recherchen um das Kokoschka-Gemälde Bildnis Tilla Durieux befasst, das nach längeren Verhandlungen und letztlichem Anrufen der Limbach-Kommission 2013 an die Erben Alfred Flechtheims restituiert wurde.

## Publikationen (Auswahl)
- Johann Brabender. Westfälisches Landesmuseum für Kunst und Kulturgeschichte, Münster 1977.
- Gerhard Bott (Hrsg.): Stilleben – Natura Morta: im Wallraf-Richartz-Museum u. im Museum Ludwig. Museen der Stadt Köln, Köln 1980.
- August Kreyenkamp : ein Kölner Photographenleben in der ersten Jahrhunderthälfte. Wienand, Köln 1995, ISBN 3-87909-454-3.
- Presse- und Informationsamt der Stadt Köln (Hrsg.): 1900–2000 / [Stadt Köln]: Stadtansichten zu Beginn und Ende des Jahrhunderts. Köln 2000.
- Städtische Galerie Villa Zanders (Hrsg.): Helmut Moos – Skulpturen. Bergisch Gladbach 2001, ISBN 3-939227-17-X.

Aufsätze
- Alfred Flechtheim, Alexander Vömel und die Verhältnisse in Düsseldorf 1930 bis 1934. In: Eva Blimlinger, Monika Mayer (Hrsg.): Kunst sammeln, Kunst handeln. Beiträge des internationalen Symposiums in Wien. Wien 2012, S. 155–166.
- 9. Oskar Kokoschka Porträt Tilla Durieux (Portrait of Tilla Durieux). In: Alfred Flechtheim: Raubkunst und Restitution. De Gruyter Oldenbourg, Berlin 2015, ISBN 978-3-11-040497-5, S. 218–221, doi:10.1515/9783110404975-030 (degruyter.com [abgerufen am 29. Juli 2020]).
- Alexander Vömel – Die Jahre der Zusammenarbeit mit Alfred Flechtheim bis 1933. In: Alfred Flechtheim: Raubkunst und Restitution. De Gruyter Oldenbourg, 2015, ISBN 978-3-11-040497-5, S. 101–106, doi:10.1515/9783110404975-014 (degruyter.com [abgerufen am 29. Juli 2020]).